# Osian’s Cinefan
Osian’s Cinefan ist ein Filmfestival des asiatischen und arabischen Films. Es findet seit 1999 jährlich im Juli in der indischen Hauptstadt Neu-Delhi statt.
Das seit 1988 in Neu-Delhi herausgegebene, vierteljährlich erscheinende Filmmagazin Cinemaya initiierte das erste Festival 1999. Es wird vom Network for the Promotion of Asian Cinema (NETPAC) präsentiert und der Regierung von Delhi unterstützt. Im Fokus des ersten Festivals stand der Japanische Film sowie der indische Kunstfilm.
Seit 2004 wird das Festival auch von Osian’s Connoisseurs of Art unterstützt und heißt Osian’s-Cinefan. Festivaldirektorin ist die Cinemaya-Herausgeberin und Präsidentin von NETPAC Aruna Vasudev.
Preise werden von einer internationalen Jury in mehreren Kategorien verliehen. Davon unabhängige Jurys vergeben zusätzlich NETPAC- und FIPRESCI-Preise.